# Kabupaten de Luwu
Le kabupaten de Luwu, en indonésien Kabupaten Luwu, est un kabupaten (département) de la province indonésienne de Sulawesi du Sud dans l'île de Célèbes. Son chef-lieu est Belopa.
Il a été créé en 2004, lorsque le kabupaten de Luwu original a été divisé en 3 entités administratives : le nouveau kabupaten de Luwu, le kabupaten de Luwu oriental (chef-lieu Malili) et la ville (kota) de Palopo.

## Géographie
Le kabupaten de Luwu est bordé :
- Au nord, par ceux de Luwu du Nord et Tana Toraja,
- À l'est, par le golfe de Bone et la province de Sulawesi du Sud-Est,
- Au sud, par les kabupaten de Bone et Wajo,
- À l'ouest, par ceux de Tana Toraja, Enrekang, Sidenreng Rappang et Wajo.

## Histoire

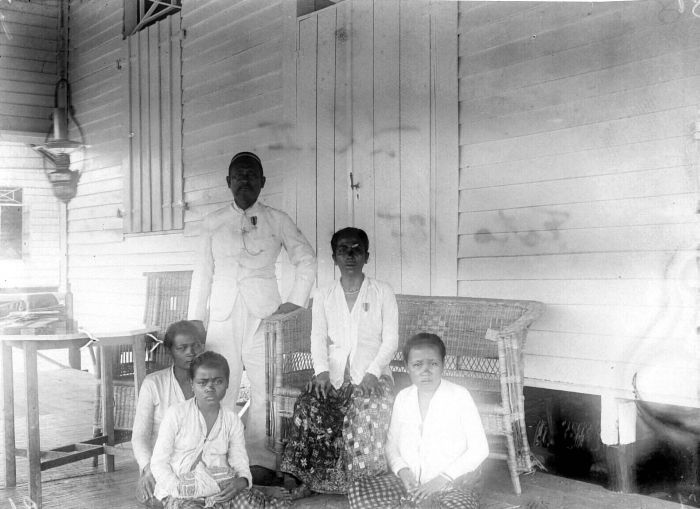
Le chef de Malili (1909-1910)

Le royaume de Luwu (ou Luwuq), également appelé Wareq, est le plus ancien que l'on connaisse du sud de Célèbes. Des travaux archéologiques et philologiques menés depuis les années 1980 montrent que des colons bugis de la vallée de la Cenrana commencent à s'installer sur la bande côtière aux alentours de 1300 apr. J.-C.
Dans les années 1960, Luwu fut le foyer de la rébellion islamiste du Darul Islam, dirigée dans le sud de Célèbes par Kahar Muzakkar.

## Économie
A Soroako se trouve la plus grande mine à ciel ouvert de nickel au monde, exploitée par la société canadienne PT Inco Indonesia.